# La Colère du juste
La Colère du juste (titre original : The Last Angry Man) est un film américain réalisé par Daniel Mann, sorti en 1959.

## Synopsis
Le docteur Samuel Abelman a fait de sa vocation un sacerdoce. Depuis quarante-cinq ans il soigne les indigents et les familles miséreuses de Brooklyn.

Un réalisateur de télévision qui a eu connaissance du dévouement désintéressé du vieux médecin, tente de le convaincre que son existence exemplaire ferait un excellent reportage. Longtemps hésitant, le praticien finit par accepter. Mais lorsque l’émission va commencer, on l’appelle pour se rendre au chevet d’un jeune prisonnier malade. Il plante là toute l’équipe technique pour courir où son devoir l’appelle…

## Fiche technique
- Titre : La Colère du juste
- Titre original : The Last Angry Man
- Réalisation : Daniel Mann
- Scénario : Richard Murphy d'après le roman de Gerald Green
- Production : Fred Kohlmar
- Société de production : Columbia Pictures
- Musique : George Duning
- Photographie : James Wong Howe
- Montage : Charles Nelson
- Pays d'origine : États-Unis
- Format : Noir et blanc - 1,85:1 - Mono
- Genre : Drame
- Durée : 100 minutes
- Dates de sortie : 
  - États-Unis : 22 octobre 1959
  - France : 30 mars 1960

## Distribution
- Paul Muni : Dr Sam Abelman
- David Wayne : Woodrow Wilson Thrasher
- Betsy Palmer : Anna Thrasher
- Luther Adler : Dr Max Vogel
- Billy Dee Williams : Josh Quincy
- Claudia McNeil : Mme Quincy
- Dan Tobin : Ben Loomer